# Cirratuliformia
Cirratuliformia zijn een onderorde van borstelwormen uit de orde van de Terebellida.

## Taxonomie
De volgende taxa zijn bij de onderorde ingedeeld
- Familie Acrocirridae Banse, 1969
- Familie Cirratulidae Ryckholt, 1851
- Familie Fauveliopsidae Hartman, 1971
- Familie Flabelligeridae de Saint-Joseph, 1894
- Familie Sternaspidae Carus, 1863

### Taxon inquirendum
- Familie Ctenodrilidae Kennel, 1882

### Nomen dubium
- Infraorde Ctenodrilida
- Infraorde Fauveliopsida
- Infraorde Flabelligerida
- Infraorde Sternaspida

### Synoniemen
- Chloraemidae Quatrefages, 1849 => Flabelligeridae de Saint-Joseph, 1894
- Flotidae Buzhinskaya, 1996 => Flabelligeridae de Saint-Joseph, 1894
- Helmetophoridae Hartman, 1978 => Acrocirridae Banse, 1969
- Poeobiidae Heath, 1930 => Flabelligeridae de Saint-Joseph, 1894